# Blakistonia aurea
Blakistonia aurea är en spindelart som beskrevs av Henry Roughton Hogg 1902. Blakistonia aurea ingår i släktet Blakistonia och familjen Idiopidae.
Artens utbredningsområde är Sydaustralien. Inga underarter finns listade.